# Anna-Luisen-Stift (Bad Blankenburg)

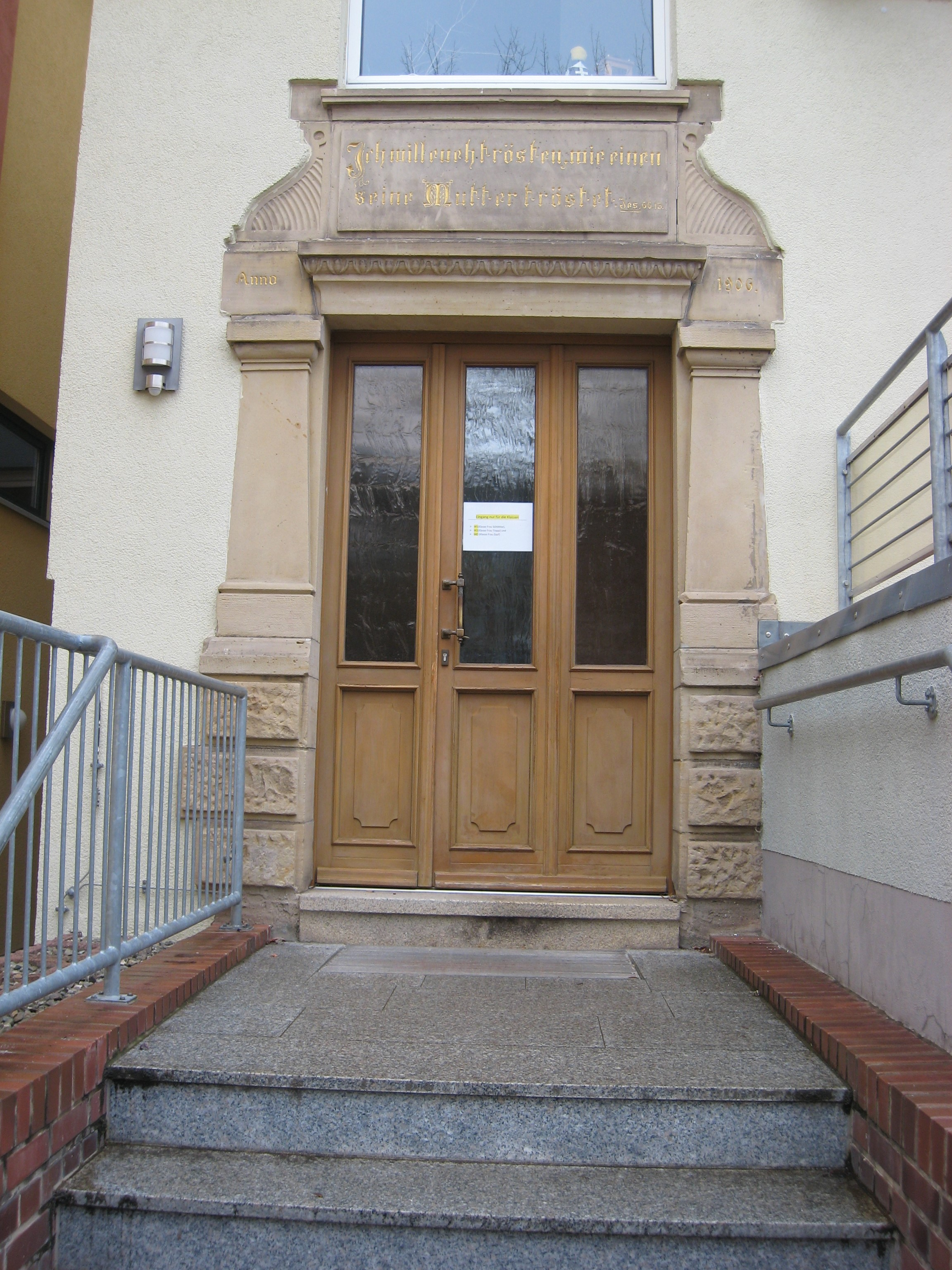
Alter Eingang; heute Fürstin-Anna-Luisen-Schule, Königseer Straße 40–42 in Bad Blankenburg

Das Anna-Luisen-Stift ist ein evangelisches Stift in Bad Blankenburg (Thüringen), das jahrzehntelang unter der Leitung von Diakonissen aus dem Diakonissenmutterhaus Eisenach stand. Es geht zurück auf eine Stiftung der Fürstin Anna Luise von Schwarzburg. Bei dem Anwesen handelt es sich um das Landhaus eines Professors aus Leipzig. Heute ist darinnen die Fürstin-Anna-Luisen-Schule untergebracht, Schulträger ist die Evangelische Stiftung Christopherushof.

## Geschichte

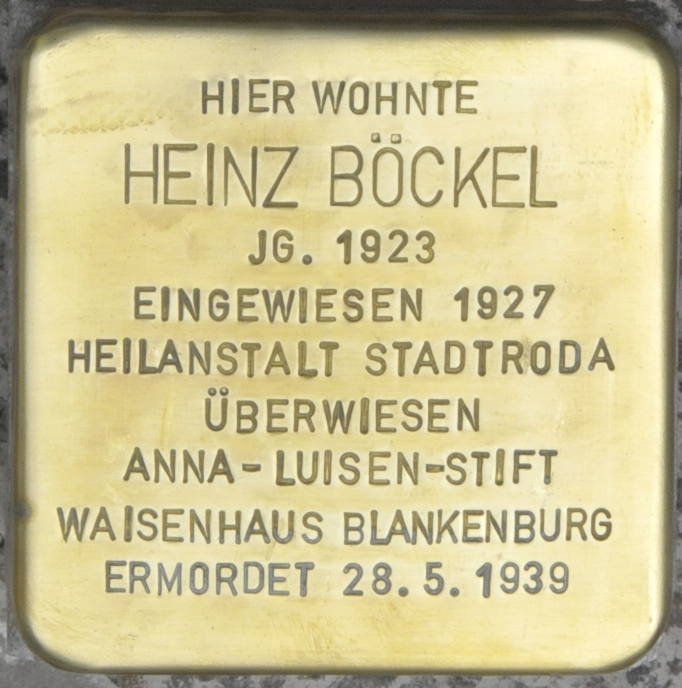
Stolperstein in Apolda für Heinz-Böckel, Verbrechensopfer

Dank der Diakonissin Minna Rein und der Vermittlung des Superintendenten Braune wurde die Fürstin Anna Luise auf das Schicksal benachteiligter Kinder in ihrem Land aufmerksam gemacht. Am 1. November 1901 kamen die ersten Kinder an und bereits 1905 musste die „Krüppelpflegeanstalt“ um einen zusätzlichen Trakt erweitert werden.
Das heute in der Behandlung vor allem autistischer Störungen erfolgreich tätige Werk war bis zum Ende des Zweiten Weltkriegs ein Waisenhaus. Als solches wurde es, wie erst zur Hundertjahrfeier des Stifts wiederentdeckte Sargrechnungen aus der Zeit 1920–1945 auswiesen, in diesen Jahren ein Ort der Kindesmisshandlung und des Mordes an über 300 Kindern.
Die Nachforschungen ergaben, dass die beiden zuständigen Stift-Leiterinnen, die Diakonisse Ida Cyliax († Oktober 1945) und Frieda Lätzsch in dieser Zeit systematisch, wenn auch ideologiefrei, Folter und Totschlag an ihren Schützlingen praktizierten. Nicht die aufkommende Vorstellung von „Euthanasie“ und sogenanntem „lebensunwertem Leben“ der Nationalsozialisten, sondern der ökonomische Vorteil und die Gelegenheit schienen die beiden Schwestern veranlasst zu haben, über die Jahre Hunderte von Kindern grausam zu quälen, zu schlagen, verhungern und verbluten zu lassen.
Diese Torturen dürften kurz nach 1920 begonnen haben, wurden aber erst nach einer Evakuierung des Stifts im Jahre 1941 entdeckt. Doch selbst die Forderung der untersuchenden NS-Ärzte Albrecht und Kloos, deren Landesheilanstalt in Stadtroda selbst Euthanasie-Maßnahmen durchführte, die Stift-Leiterinnen abzusetzen, drangen nicht durch. Das Desinteresse daran mag sich auch dadurch erklären, dass das Stift durch einen lebhaften Schwarzhandel mit den Kindern zugedachten Lebensmitteln sowie anderen Gütern eine größere Zahl von Verwandten der Schwestern wie auch Ortsansässige versorgte.
So sicherten sich nicht nur die beiden Leiterinnen selbst auf diese Weise materiell ab, sondern auch das Stift als solches wies, als eine von wenigen diakonischen Einrichtungen, Gewinne auf, und so belobigte Pfarrer Gerhard Phieler, zuständiger Leiter der Inneren Mission in Thüringen, die Schwestern des Stifts auch noch für ihren „aufopferungsvollen christlichen Dienst am Nächsten“.
Ihnen wurde erst mit Kriegsende Einhalt geboten. Bis dahin waren nachweislich 300 Kinder und Säuglinge von den Diakonissen getötet worden.
Am 31. Oktober 2001 wurde im Hof der Fürstin-Luisen-Schule rechts ein Gedenkstein mit einer Bronzetafel enthüllt mit folgender Inschrift: In diesem Haus der Diakonie lebten Kinder und Jugendliche mit unterschiedlichen Behinderungen, denen bis 1945 Entsetzliches durch Verantwortliche des Stiftes angetan wurde. Sie litten unter mangelhafter Pflege und Ernährung, wurden eingesperrt, vernachlässigt, erniedrigt, mißhandelt und gequält. 24 von ihnen fielen dem Euthanasieprogramm der Nazis in Stadtroda zum Opfer, eine viel größere Zahl wurde im Anna-Luisen-Stift umgebracht. Wir trauern um die Kinder und Jugendlichen, denen das Recht auf Leben genommen wurde. Herr, vergib uns unsere Schuld!